# Vinhadalhos

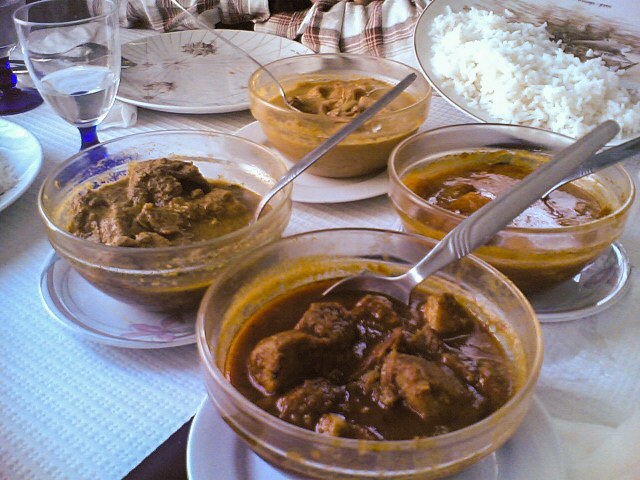
Vindalho.

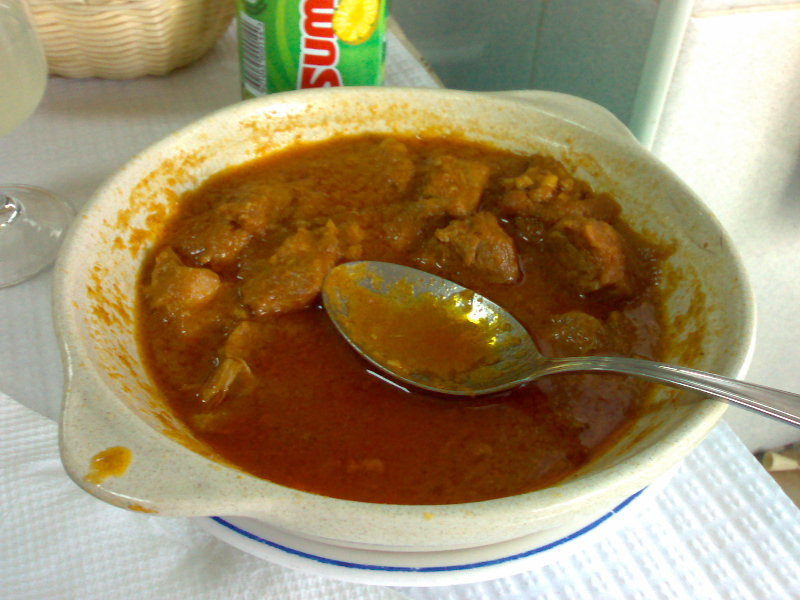
Vindalho en Algés (Portugal).

El vinhadalhos se trata de una marinada para las carnes, muy típica de la gastronomía de Portugal y que curiosamente dio lugar al vindaloo que es un curry especial de la cocina india. El nombre en portugués indica los ingredientes de la marinada Vinha d'alhos: vino y ajos, no obstante lleva otros condimentos tales como sal, comino y cúrcuma.
Esta marinada es prácticamente obligatoria para los platos que contienen carne de conejo en la culinaria portuguesa, como el célebre coelho à caçadora ('conejo a la cazadora') que está tradicionalmente elaborado con vino tinto.